# Lista över fornlämningar i Västerviks kommun (Hjorted)
Lista över fornlämningar i Västerviks kommun (Hjorted) är en förteckning av ett urval av de fornlämningar som finns i Hjorted i Västerviks kommun.
| Namn                    | Lämningstyp                 | Tillkomsttid | Historisk indelning | Plats | Läge                 | ID-nr          | Bild                                 |
| ----------------------- | --------------------------- | ------------ | ------------------- | ----- | -------------------- | -------------- | ------------------------------------ |
| Hjorted 1:1             | Stensättning                |              | Hjorted, Småland    |       | 57.672910, 16.291864 | 10081700010001 | Ladda upp en bild av detta fornminne |
| Hjorted 2:1             | Stensättning                |              | Hjorted, Småland    |       | 57.672764, 16.289307 | 10081700020001 | Ladda upp en bild av detta fornminne |
| Hjorted 3:1             | Stensättning                |              | Hjorted, Småland    |       | 57.671363, 16.281896 | 10081700030001 | Ladda upp en bild av detta fornminne |
| Hjorted 4:1             | Stensättning                |              | Hjorted, Småland    |       | 57.670183, 16.287087 | 10081700040001 | Ladda upp en bild av detta fornminne |
| Hjorted 4:2             | Stensättning                |              | Hjorted, Småland    |       | 57.670190, 16.287275 | 10081700040002 | Ladda upp en bild av detta fornminne |
| Hjorted 5:1             | Röse                        |              | Hjorted, Småland    |       | 57.669520, 16.287644 | 10081700050001 | Ladda upp en bild av detta fornminne |
| Hjorted 6:1             | Stensättning                |              | Hjorted, Småland    |       | 57.669291, 16.288147 | 10081700060001 | Ladda upp en bild av detta fornminne |
| Hjorted 6:3             | Stensättning                |              | Hjorted, Småland    |       | 57.669311, 16.288783 | 10081700060003 | Ladda upp en bild av detta fornminne |
| Hjorted 6:4             | Stensättning                |              | Hjorted, Småland    |       | 57.669189, 16.288545 | 10081700060004 | Ladda upp en bild av detta fornminne |
| Hjorted 7:1             | Stensättning                |              | Hjorted, Småland    |       | 57.668845, 16.288070 | 10081700070001 | Ladda upp en bild av detta fornminne |
| Hjorted 8:1             | Röse                        |              | Hjorted, Småland    |       | 57.669619, 16.289770 | 10081700080001 | Ladda upp en bild av detta fornminne |
| Hjorted 10:1            | Röse                        |              | Hjorted, Småland    |       | 57.664798, 16.286568 | 10081700100001 | Ladda upp en bild av detta fornminne |
| Hjorted 10:2            | Stensättning                |              | Hjorted, Småland    |       | 57.664811, 16.286790 | 10081700100002 | Ladda upp en bild av detta fornminne |
| Hjorted 13:1            | Röse                        |              | Hjorted, Småland    |       | 57.672566, 16.228065 | 10081700130001 | Ladda upp en bild av detta fornminne |
| Hjorted 14:1            | Stensättning                |              | Hjorted, Småland    |       | 57.669028, 16.232240 | 10081700140001 | Ladda upp en bild av detta fornminne |
| Hjorted 15:1            | Stensättning                |              | Hjorted, Småland    |       | 57.668590, 16.232938 | 10081700150001 | Ladda upp en bild av detta fornminne |
| Hjorted 15:2            | Stensättning                |              | Hjorted, Småland    |       | 57.668525, 16.233020 | 10081700150002 | Ladda upp en bild av detta fornminne |
| Hjorted 18:1            | Stensättning                |              | Hjorted, Småland    |       | 57.651671, 16.288252 | 10081700180001 | Ladda upp en bild av detta fornminne |
| Hjorted 19:1            | Gravfält                    |              | Hjorted, Småland    |       | 57.654226, 16.278388 | 10081700190001 | Ladda upp en bild av detta fornminne |
| Hjorted 19:2            | Stensättning                |              | Hjorted, Småland    |       | 57.653341, 16.278225 | 10081700190002 | Ladda upp en bild av detta fornminne |
| Hjorted 21:1            | Stensättning                |              | Hjorted, Småland    |       | 57.652362, 16.274642 | 10081700210001 | Ladda upp en bild av detta fornminne |
| Hjorted 22:1            | Röse                        |              | Hjorted, Småland    |       | 57.655019, 16.269567 | 10081700220001 | Ladda upp en bild av detta fornminne |
| Hjorted 23:1            | Röse                        |              | Hjorted, Småland    |       | 57.654279, 16.269567 | 10081700230001 | Ladda upp en bild av detta fornminne |
| Hjorted 24:1            | Stensättning                |              | Hjorted, Småland    |       | 57.653783, 16.270082 | 10081700240001 | Ladda upp en bild av detta fornminne |
| Hjorted 24:2            | Stensättning                |              | Hjorted, Småland    |       | 57.653932, 16.270541 | 10081700240002 | Ladda upp en bild av detta fornminne |
| Hjorted 25:1            | Stensättning                |              | Hjorted, Småland    |       | 57.651525, 16.261026 | 10081700250001 | Ladda upp en bild av detta fornminne |
| Hjorted 25:3            | Stensättning                |              | Hjorted, Småland    |       | 57.651719, 16.261008 | 10081700250003 | Ladda upp en bild av detta fornminne |
| Hjorted 26:1            | Röse                        |              | Hjorted, Småland    |       | 57.655506, 16.258177 | 10081700260001 | Ladda upp en bild av detta fornminne |
| Hjorted 26:2            | Stensättning                |              | Hjorted, Småland    |       | 57.655295, 16.258211 | 10081700260002 | Ladda upp en bild av detta fornminne |
| Hjorted 27:1            | Gravfält                    |              | Hjorted, Småland    |       | 57.656096, 16.257818 | 10081700270001 | Ladda upp en bild av detta fornminne |
| Hjorted 28:1            | Stensättning                |              | Hjorted, Småland    |       | 57.656107, 16.257408 | 10081700280001 | Ladda upp en bild av detta fornminne |
| Rike Rör (Hjorted 29:1) | Röse                        |              | Hjorted, Småland    |       | 57.656528, 16.259563 | 10081700290001 | Ladda upp en bild av detta fornminne |
| Hjorted 30:1            | Stensättning                |              | Hjorted, Småland    |       | 57.662960, 16.241405 | 10081700300001 | Ladda upp en bild av detta fornminne |
| Hjorted 30:2            | Stensättning                |              | Hjorted, Småland    |       | 57.662993, 16.241560 | 10081700300002 | Ladda upp en bild av detta fornminne |
| Hjorted 30:3            | Stensättning                |              | Hjorted, Småland    |       | 57.662894, 16.241580 | 10081700300003 | Ladda upp en bild av detta fornminne |
| Hjorted 31:1            | Röse                        |              | Hjorted, Småland    |       | 57.662187, 16.245288 | 10081700310001 | Ladda upp en bild av detta fornminne |
| Hjorted 31:2            | Röse                        |              | Hjorted, Småland    |       | 57.662122, 16.246050 | 10081700310002 | Ladda upp en bild av detta fornminne |
| Hjorted 33:1            | Gravfält                    |              | Hjorted, Småland    |       | 57.682872, 16.214616 | 10081700330001 | Ladda upp en bild av detta fornminne |
| Hjorted 34:1            | Stensättning                |              | Hjorted, Småland    |       | 57.683148, 16.215197 | 10081700340001 | Ladda upp en bild av detta fornminne |
| Hjorted 34:2            | Stensättning                |              | Hjorted, Småland    |       | 57.682899, 16.215387 | 10081700340002 | Ladda upp en bild av detta fornminne |
| Hjorted 34:3            | Stensättning                |              | Hjorted, Småland    |       | 57.682945, 16.215619 | 10081700340003 | Ladda upp en bild av detta fornminne |
| Hjorted 34:4            | Stensättning                |              | Hjorted, Småland    |       | 57.682976, 16.215827 | 10081700340004 | Ladda upp en bild av detta fornminne |
| Hjorted 36:1            | Röse                        |              | Hjorted, Småland    |       | 57.684019, 16.212496 | 10081700360001 | Ladda upp en bild av detta fornminne |
| Hjorted 37:1            | Stensättning                |              | Hjorted, Småland    |       | 57.684417, 16.210790 | 10081700370001 | Ladda upp en bild av detta fornminne |
| Hjorted 37:2            | Stensättning                |              | Hjorted, Småland    |       | 57.684526, 16.210896 | 10081700370002 | Ladda upp en bild av detta fornminne |
| Hjorted 37:3            | Stensättning                |              | Hjorted, Småland    |       | 57.684609, 16.210884 | 10081700370003 | Ladda upp en bild av detta fornminne |
| Hjorted 38:1            | Stensättning                |              | Hjorted, Småland    |       | 57.654967, 16.248767 | 10081700380001 | Ladda upp en bild av detta fornminne |
| Hjorted 39:1            | Röse                        |              | Hjorted, Småland    |       | 57.659140, 16.181682 | 10081700390001 | Ladda upp en bild av detta fornminne |
| Hjorted 41:1            | Stensättning                |              | Hjorted, Småland    |       | 57.656799, 16.280584 | 10081700410001 | Ladda upp en bild av detta fornminne |
| Hjorted 42:1            | Röse                        |              | Hjorted, Småland    |       | 57.656497, 16.280709 | 10081700420001 | Ladda upp en bild av detta fornminne |
| Hjorted 43:1            | Röse                        |              | Hjorted, Småland    |       | 57.647648, 16.278892 | 10081700430001 | Ladda upp en bild av detta fornminne |
| Hjorted 44:1            | Röse                        |              | Hjorted, Småland    |       | 57.642633, 16.278956 | 10081700440001 | Ladda upp en bild av detta fornminne |
| Hjorted 45:1            | Stensättning                |              | Hjorted, Småland    |       | 57.645915, 16.257053 | 10081700450001 | Ladda upp en bild av detta fornminne |
| Hjorted 46:1            | Röse                        |              | Hjorted, Småland    |       | 57.644467, 16.258144 | 10081700460001 | Ladda upp en bild av detta fornminne |
| Hjorted 46:2            | Stensättning                |              | Hjorted, Småland    |       | 57.644391, 16.258229 | 10081700460002 | Ladda upp en bild av detta fornminne |
| Hjorted 52:1            | Stensättning                |              | Hjorted, Småland    |       | 57.674408, 16.175497 | 10081700520001 | Ladda upp en bild av detta fornminne |
| Hjorted 53:1            | Röse                        |              | Hjorted, Småland    |       | 57.676083, 16.170154 | 10081700530001 | Ladda upp en bild av detta fornminne |
| Hjorted 53:2            | Stensättning                |              | Hjorted, Småland    |       | 57.676159, 16.170067 | 10081700530002 | Ladda upp en bild av detta fornminne |
| Hjorted 53:3            | Stensättning                |              | Hjorted, Småland    |       | 57.676216, 16.169926 | 10081700530003 | Ladda upp en bild av detta fornminne |
| Hjorted 54:1            | Stensättning                |              | Hjorted, Småland    |       | 57.676174, 16.173355 | 10081700540001 | Ladda upp en bild av detta fornminne |
| Hjorted 54:2            | Stensättning                |              | Hjorted, Småland    |       | 57.676102, 16.173298 | 10081700540002 | Ladda upp en bild av detta fornminne |
| Hjorted 54:3            | Stensättning                |              | Hjorted, Småland    |       | 57.676105, 16.173459 | 10081700540003 | Ladda upp en bild av detta fornminne |
| Hjorted 54:4            | Stensättning                |              | Hjorted, Småland    |       | 57.676005, 16.173308 | 10081700540004 | Ladda upp en bild av detta fornminne |
| Hjorted 55:1            | Stensättning                |              | Hjorted, Småland    |       | 57.677199, 16.174401 | 10081700550001 | Ladda upp en bild av detta fornminne |
| Hjorted 56:1            | Röse                        |              | Hjorted, Småland    |       | 57.675549, 16.174659 | 10081700560001 | Ladda upp en bild av detta fornminne |
| Hjorted 57:1            | Stensättning                |              | Hjorted, Småland    |       | 57.660742, 16.176486 | 10081700570001 | Ladda upp en bild av detta fornminne |
| Hjorted 62:1            | Stensättning                |              | Hjorted, Småland    |       | 57.675869, 16.168330 | 10081700620001 | Ladda upp en bild av detta fornminne |
| Hjorted 65:1            | Stensättning                |              | Hjorted, Småland    |       | 57.573217, 16.323567 | 10081700650001 | Ladda upp en bild av detta fornminne |
| Hjorted 65:2            | Stensättning                |              | Hjorted, Småland    |       | 57.573026, 16.323569 | 10081700650002 | Ladda upp en bild av detta fornminne |
| Hjorted 65:3            | Stensättning                |              | Hjorted, Småland    |       | 57.572892, 16.323555 | 10081700650003 | Ladda upp en bild av detta fornminne |
| Hjorted 65:4            | Stensättning                |              | Hjorted, Småland    |       | 57.573164, 16.323923 | 10081700650004 | Ladda upp en bild av detta fornminne |
| Hjorted 66:1            | Röse                        |              | Hjorted, Småland    |       | 57.583512, 16.318607 | 10081700660001 | Ladda upp en bild av detta fornminne |
| Hjorted 67:1            | Röse                        |              | Hjorted, Småland    |       | 57.576370, 16.307149 | 10081700670001 | Ladda upp en bild av detta fornminne |
| Hjorted 68:1            | Stensättning                |              | Hjorted, Småland    |       | 57.569339, 16.306151 | 10081700680001 | Ladda upp en bild av detta fornminne |
| Hjorted 68:2            | Stensättning                |              | Hjorted, Småland    |       | 57.569328, 16.306435 | 10081700680002 | Ladda upp en bild av detta fornminne |
| Hjorted 69:1            | Röse                        |              | Hjorted, Småland    |       | 57.567756, 16.306390 | 10081700690001 | Ladda upp en bild av detta fornminne |
| Hjorted 69:2            | Stensättning                |              | Hjorted, Småland    |       | 57.567899, 16.306418 | 10081700690002 | Ladda upp en bild av detta fornminne |
| Hjorted 69:3            | Stensättning                |              | Hjorted, Småland    |       | 57.567976, 16.306396 | 10081700690003 | Ladda upp en bild av detta fornminne |
| Hjorted 70:1            | Stensättning                |              | Hjorted, Småland    |       | 57.567282, 16.303476 | 10081700700001 | Ladda upp en bild av detta fornminne |
| Hjorted 70:2            | Stensättning                |              | Hjorted, Småland    |       | 57.567304, 16.303216 | 10081700700002 | Ladda upp en bild av detta fornminne |
| Hjorted 71:1            | Röse                        |              | Hjorted, Småland    |       | 57.567403, 16.309127 | 10081700710001 | Ladda upp en bild av detta fornminne |
| Hjorted 73:1            | Gravfält                    |              | Hjorted, Småland    |       | 57.566205, 16.311645 | 10081700730001 | Ladda upp en bild av detta fornminne |
| Hjorted 74:1            | Stensättning                |              | Hjorted, Småland    |       | 57.567050, 16.312156 | 10081700740001 | Ladda upp en bild av detta fornminne |
| Hjorted 76:1            | Röse                        |              | Hjorted, Småland    |       | 57.565806, 16.314212 | 10081700760001 | Ladda upp en bild av detta fornminne |
| Hjorted 76:2            | Stensättning                |              | Hjorted, Småland    |       | 57.565636, 16.314869 | 10081700760002 | Ladda upp en bild av detta fornminne |
| Hjorted 77:1            | Stensättning                |              | Hjorted, Småland    |       | 57.563859, 16.318650 | 10081700770001 | Ladda upp en bild av detta fornminne |
| Hjorted 77:2            | Stensättning                |              | Hjorted, Småland    |       | 57.563745, 16.318764 | 10081700770002 | Ladda upp en bild av detta fornminne |
| Hjorted 78:1            | Röse                        |              | Hjorted, Småland    |       | 57.568719, 16.311530 | 10081700780001 | Ladda upp en bild av detta fornminne |
| Hjorted 78:2            | Röse                        |              | Hjorted, Småland    |       | 57.568812, 16.311642 | 10081700780002 | Ladda upp en bild av detta fornminne |
| Hjorted 80:1            | Stensättning                |              | Hjorted, Småland    |       | 57.568904, 16.304936 | 10081700800001 | Ladda upp en bild av detta fornminne |
| Hjorted 83:1            | Röse                        |              | Hjorted, Småland    |       | 57.625869, 16.187057 | 10081700830001 | Ladda upp en bild av detta fornminne |
| Hjorted 85:1            | Röse                        |              | Hjorted, Småland    |       | 57.626740, 16.190055 | 10081700850001 | Ladda upp en bild av detta fornminne |
| Hjorted 86:1            | Gravfält                    |              | Hjorted, Småland    |       | 57.630064, 16.199214 | 10081700860001 | Ladda upp en bild av detta fornminne |
| Hjorted 87:1            | Gravfält                    |              | Hjorted, Småland    |       | 57.624443, 16.302181 | 10081700870001 | Ladda upp en bild av detta fornminne |
| Hjorted 89:2            | Stensättning                |              | Hjorted, Småland    |       | 57.625407, 16.301959 | 10081700890002 | Ladda upp en bild av detta fornminne |
| Hjorted 89:3            | Grav markerad av sten/block |              | Hjorted, Småland    |       | 57.625330, 16.301524 | 10081700890003 | Ladda upp en bild av detta fornminne |
| Hjorted 90:1            | Gravfält                    |              | Hjorted, Småland    |       | 57.622558, 16.301791 | 10081700900001 | Ladda upp en bild av detta fornminne |
| Hjorted 201:1           | Röse                        |              | Hjorted, Småland    |       | 57.606366, 16.542301 | 10081702010001 | Ladda upp en bild av detta fornminne |
| Hjorted 201:3           | Stensättning                |              | Hjorted, Småland    |       | 57.606297, 16.542383 | 10081702010003 | Ladda upp en bild av detta fornminne |
| Hjorted 201:4           | Stensättning                |              | Hjorted, Småland    |       | 57.606359, 16.542478 | 10081702010004 | Ladda upp en bild av detta fornminne |
| Hjorted 202:1           | Stensättning                |              | Hjorted, Småland    |       | 57.594666, 16.521021 | 10081702020001 | Ladda upp en bild av detta fornminne |
| Hjorted 203:1           | Röse                        |              | Hjorted, Småland    |       | 57.594750, 16.513773 | 10081702030001 | Ladda upp en bild av detta fornminne |
| Hjorted 203:2           | Stensättning                |              | Hjorted, Småland    |       | 57.595013, 16.513383 | 10081702030002 | Ladda upp en bild av detta fornminne |
| Hjorted 204:1           | Stensättning                |              | Hjorted, Småland    |       | 57.593326, 16.516421 | 10081702040001 | Ladda upp en bild av detta fornminne |
| Hjorted 205:1           | Gravfält                    |              | Hjorted, Småland    |       | 57.571954, 16.491695 | 10081702050001 | Ladda upp en bild av detta fornminne |
| Hjorted 206:1           | Stensättning                |              | Hjorted, Småland    |       | 57.571741, 16.479505 | 10081702060001 | Ladda upp en bild av detta fornminne |
| Hjorted 206:2           | Stensättning                |              | Hjorted, Småland    |       | 57.571721, 16.479314 | 10081702060002 | Ladda upp en bild av detta fornminne |
| Hjorted 207:1           | Röse                        |              | Hjorted, Småland    |       | 57.573942, 16.484595 | 10081702070001 | Ladda upp en bild av detta fornminne |
| Hjorted 209:1           | Röse                        |              | Hjorted, Småland    |       | 57.567818, 16.487366 | 10081702090001 | Ladda upp en bild av detta fornminne |
| Hjorted 209:2           | Röse                        |              | Hjorted, Småland    |       | 57.567597, 16.487213 | 10081702090002 | Ladda upp en bild av detta fornminne |
| Hjorted 209:3           | Röse                        |              | Hjorted, Småland    |       | 57.567522, 16.487937 | 10081702090003 | Ladda upp en bild av detta fornminne |
| Hjorted 209:4           | Stensättning                |              | Hjorted, Småland    |       | 57.567623, 16.487658 | 10081702090004 | Ladda upp en bild av detta fornminne |
| Hjorted 211:1           | Röse                        |              | Hjorted, Småland    |       | 57.558439, 16.483816 | 10081702110001 | Ladda upp en bild av detta fornminne |
| Hjorted 211:2           | Stensättning                |              | Hjorted, Småland    |       | 57.558442, 16.483492 | 10081702110002 | Ladda upp en bild av detta fornminne |
| Hjorted 211:3           | Röse                        |              | Hjorted, Småland    |       | 57.558189, 16.483824 | 10081702110003 | Ladda upp en bild av detta fornminne |
| Hjorted 214:1           | Stensättning                |              | Hjorted, Småland    |       | 57.561496, 16.475836 | 10081702140001 | Ladda upp en bild av detta fornminne |
| Hjorted 214:2           | Röse                        |              | Hjorted, Småland    |       | 57.561606, 16.475583 | 10081702140002 | Ladda upp en bild av detta fornminne |
| Hjorted 214:3           | Stensättning                |              | Hjorted, Småland    |       | 57.561567, 16.475383 | 10081702140003 | Ladda upp en bild av detta fornminne |
| Hjorted 217:1           | Röse                        |              | Hjorted, Småland    |       | 57.565192, 16.480565 | 10081702170001 | Ladda upp en bild av detta fornminne |
| Hjorted 218:1           | Gravfält                    |              | Hjorted, Småland    |       | 57.565961, 16.480174 | 10081702180001 | Ladda upp en bild av detta fornminne |
| Hjorted 219:1           | Stensättning                |              | Hjorted, Småland    |       | 57.565971, 16.481843 | 10081702190001 | Ladda upp en bild av detta fornminne |
| Hjorted 220:1           | Stensättning                |              | Hjorted, Småland    |       | 57.566237, 16.474529 | 10081702200001 | Ladda upp en bild av detta fornminne |
| Hjorted 221:1           | Röse                        |              | Hjorted, Småland    |       | 57.538662, 16.467425 | 10081702210001 | Ladda upp en bild av detta fornminne |
| Hjorted 222:1           | Stensättning                |              | Hjorted, Småland    |       | 57.543257, 16.457018 | 10081702220001 | Ladda upp en bild av detta fornminne |
| Hjorted 222:2           | Stensättning                |              | Hjorted, Småland    |       | 57.543141, 16.457093 | 10081702220002 | Ladda upp en bild av detta fornminne |
| Hjorted 222:3           | Stensättning                |              | Hjorted, Småland    |       | 57.543066, 16.457109 | 10081702220003 | Ladda upp en bild av detta fornminne |
| Hjorted 223:1           | Stensättning                |              | Hjorted, Småland    |       | 57.542159, 16.458798 | 10081702230001 | Ladda upp en bild av detta fornminne |
| Hjorted 223:2           | Stensättning                |              | Hjorted, Småland    |       | 57.542203, 16.459020 | 10081702230002 | Ladda upp en bild av detta fornminne |
| Hjorted 223:3           | Stensättning                |              | Hjorted, Småland    |       | 57.542267, 16.458920 | 10081702230003 | Ladda upp en bild av detta fornminne |
| Hjorted 223:4           | Stensättning                |              | Hjorted, Småland    |       | 57.542322, 16.458799 | 10081702230004 | Ladda upp en bild av detta fornminne |
| Hjorted 224:1           | Röse                        |              | Hjorted, Småland    |       | 57.556342, 16.462871 | 10081702240001 | Ladda upp en bild av detta fornminne |
| Hjorted 225:1           | Stensättning                |              | Hjorted, Småland    |       | 57.555988, 16.461152 | 10081702250001 | Ladda upp en bild av detta fornminne |
| Hjorted 226:1           | Röse                        |              | Hjorted, Småland    |       | 57.563107, 16.434804 | 10081702260001 | Ladda upp en bild av detta fornminne |
| Hjorted 227:1           | Stensättning                |              | Hjorted, Småland    |       | 57.560569, 16.440606 | 10081702270001 | Ladda upp en bild av detta fornminne |
| Hjorted 227:2           | Stensättning                |              | Hjorted, Småland    |       | 57.560699, 16.440520 | 10081702270002 | Ladda upp en bild av detta fornminne |
| Hjorted 227:3           | Stensättning                |              | Hjorted, Småland    |       | 57.560422, 16.441195 | 10081702270003 | Ladda upp en bild av detta fornminne |
| Hjorted 228:1           | Röse                        |              | Hjorted, Småland    |       | 57.536645, 16.453331 | 10081702280001 | Ladda upp en bild av detta fornminne |
| Hjorted 229:1           | Röse                        |              | Hjorted, Småland    |       | 57.535452, 16.465351 | 10081702290001 | Ladda upp en bild av detta fornminne |
| Hjorted 229:3           | Stensättning                |              | Hjorted, Småland    |       | 57.534883, 16.465786 | 10081702290003 | Ladda upp en bild av detta fornminne |
| Hjorted 230:1           | Röse                        |              | Hjorted, Småland    |       | 57.542028, 16.452870 | 10081702300001 | Ladda upp en bild av detta fornminne |
| Hjorted 231:1           | Stensättning                |              | Hjorted, Småland    |       | 57.528109, 16.437636 | 10081702310001 | Ladda upp en bild av detta fornminne |
| Hjorted 232:1           | Stensättning                |              | Hjorted, Småland    |       | 57.606843, 16.427064 | 10081702320001 | Ladda upp en bild av detta fornminne |
| Hjorted 233:1           | Stensättning                |              | Hjorted, Småland    |       | 57.594920, 16.444636 | 10081702330001 | Ladda upp en bild av detta fornminne |
| Hjorted 234:1           | Gravfält                    |              | Hjorted, Småland    |       | 57.596754, 16.443520 | 10081702340001 | Ladda upp en bild av detta fornminne |
| Hjorted 234:2           | Gravfält                    |              | Hjorted, Småland    |       | 57.597056, 16.442475 | 10081702340002 | Ladda upp en bild av detta fornminne |
| Hjorted 235:1           | Stensättning                |              | Hjorted, Småland    |       | 57.598852, 16.445082 | 10081702350001 | Ladda upp en bild av detta fornminne |
| Hjorted 236:1           | Stensättning                |              | Hjorted, Småland    |       | 57.598935, 16.449860 | 10081702360001 | Ladda upp en bild av detta fornminne |
| Hjorted 237:1           | Stensättning                |              | Hjorted, Småland    |       | 57.532812, 16.464172 | 10081702370001 | Ladda upp en bild av detta fornminne |
| Hjorted 237:2           | Stensättning                |              | Hjorted, Småland    |       | 57.532689, 16.464066 | 10081702370002 | Ladda upp en bild av detta fornminne |
| Hjorted 238:1           | Gravfält                    |              | Hjorted, Småland    |       | 57.533714, 16.464336 | 10081702380001 | Ladda upp en bild av detta fornminne |
| Hjorted 239:1           | Stensättning                |              | Hjorted, Småland    |       | 57.534266, 16.463783 | 10081702390001 | Ladda upp en bild av detta fornminne |
| Hjorted 240:1           | Röse                        |              | Hjorted, Småland    |       | 57.582397, 16.431271 | 10081702400001 | Ladda upp en bild av detta fornminne |
| Hjorted 241:1           | Gravfält                    |              | Hjorted, Småland    |       | 57.583068, 16.429698 | 10081702410001 | Ladda upp en bild av detta fornminne |
| Hjorted 242:1           | Röse                        |              | Hjorted, Småland    |       | 57.583777, 16.430557 | 10081702420001 | Ladda upp en bild av detta fornminne |
| Hjorted 242:2           | Stensättning                |              | Hjorted, Småland    |       | 57.583723, 16.430745 | 10081702420002 | Ladda upp en bild av detta fornminne |
| Hjorted 243:1           | Röse                        |              | Hjorted, Småland    |       | 57.584299, 16.424880 | 10081702430001 | Ladda upp en bild av detta fornminne |
| Hjorted 243:2           | Stensättning                |              | Hjorted, Småland    |       | 57.584446, 16.424714 | 10081702430002 | Ladda upp en bild av detta fornminne |
| Hjorted 244:1           | Stensättning                |              | Hjorted, Småland    |       | 57.584918, 16.425388 | 10081702440001 | Ladda upp en bild av detta fornminne |
| Hjorted 245:1           | Stensättning                |              | Hjorted, Småland    |       | 57.585471, 16.425105 | 10081702450001 | Ladda upp en bild av detta fornminne |
| Hjorted 247:1           | Stensättning                |              | Hjorted, Småland    |       | 57.525865, 16.387480 | 10081702470001 | Ladda upp en bild av detta fornminne |
| Hjorted 248:1           | Stensättning                |              | Hjorted, Småland    |       | 57.525298, 16.388920 | 10081702480001 | Ladda upp en bild av detta fornminne |
| Hjorted 251:1           | Stensättning                |              | Hjorted, Småland    |       | 57.536605, 16.321571 | 10081702510001 | Ladda upp en bild av detta fornminne |
| Hjorted 252:1           | Röse                        |              | Hjorted, Småland    |       | 57.535678, 16.322353 | 10081702520001 | Ladda upp en bild av detta fornminne |
| Hjorted 252:2           | Stensättning                |              | Hjorted, Småland    |       | 57.535601, 16.322490 | 10081702520002 | Ladda upp en bild av detta fornminne |
| Hjorted 253:1           | Stensättning                |              | Hjorted, Småland    |       | 57.548622, 16.288778 | 10081702530001 | Ladda upp en bild av detta fornminne |
| Hjorted 254:1           | Stensättning                |              | Hjorted, Småland    |       | 57.548895, 16.290730 | 10081702540001 | Ladda upp en bild av detta fornminne |
| Hjorted 255:1           | Stensättning                |              | Hjorted, Småland    |       | 57.547387, 16.300988 | 10081702550001 | Ladda upp en bild av detta fornminne |
| Hjorted 257:1           | Stensättning                |              | Hjorted, Småland    |       | 57.559544, 16.293214 | 10081702570001 | Ladda upp en bild av detta fornminne |
| Hjorted 258:1           | Stensättning                |              | Hjorted, Småland    |       | 57.558344, 16.295211 | 10081702580001 | Ladda upp en bild av detta fornminne |
| Hjorted 259:1           | Stensättning                |              | Hjorted, Småland    |       | 57.561606, 16.321405 | 10081702590001 | Ladda upp en bild av detta fornminne |
| Hjorted 260:1           | Stensättning                |              | Hjorted, Småland    |       | 57.561275, 16.319589 | 10081702600001 | Ladda upp en bild av detta fornminne |
| Hjorted 260:2           | Stensättning                |              | Hjorted, Småland    |       | 57.561147, 16.319609 | 10081702600002 | Ladda upp en bild av detta fornminne |
| Hjorted 260:3           | Stensättning                |              | Hjorted, Småland    |       | 57.561221, 16.319768 | 10081702600003 | Ladda upp en bild av detta fornminne |
| Hjorted 260:4           | Stensättning                |              | Hjorted, Småland    |       | 57.561227, 16.320029 | 10081702600004 | Ladda upp en bild av detta fornminne |
| Hjorted 262:1           | Stensättning                |              | Hjorted, Småland    |       | 57.563961, 16.319631 | 10081702620001 | Ladda upp en bild av detta fornminne |
| Hjorted 265:1           | Stensättning                |              | Hjorted, Småland    |       | 57.556504, 16.322413 | 10081702650001 | Ladda upp en bild av detta fornminne |
| Hjorted 266:1           | Stensättning                |              | Hjorted, Småland    |       | 57.556608, 16.321177 | 10081702660001 | Ladda upp en bild av detta fornminne |
| Hjorted 267:1           | Stensättning                |              | Hjorted, Småland    |       | 57.555808, 16.319857 | 10081702670001 | Ladda upp en bild av detta fornminne |
| Hjorted 267:2           | Stensättning                |              | Hjorted, Småland    |       | 57.555918, 16.319766 | 10081702670002 | Ladda upp en bild av detta fornminne |
| Hjorted 267:3           | Stensättning                |              | Hjorted, Småland    |       | 57.555634, 16.320297 | 10081702670003 | Ladda upp en bild av detta fornminne |
| Hjorted 268:1           | Stensättning                |              | Hjorted, Småland    |       | 57.555335, 16.321926 | 10081702680001 | Ladda upp en bild av detta fornminne |
| Hjorted 268:2           | Stensättning                |              | Hjorted, Småland    |       | 57.555312, 16.322520 | 10081702680002 | Ladda upp en bild av detta fornminne |
| Hjorted 269:1           | Röse                        |              | Hjorted, Småland    |       | 57.554443, 16.320617 | 10081702690001 | Ladda upp en bild av detta fornminne |
| Hjorted 269:2           | Stensättning                |              | Hjorted, Småland    |       | 57.554255, 16.320519 | 10081702690002 | Ladda upp en bild av detta fornminne |
| Hjorted 271:1           | Röse                        |              | Hjorted, Småland    |       | 57.568193, 16.355464 | 10081702710001 | Ladda upp en bild av detta fornminne |
| Hjorted 273:1           | Stensättning                |              | Hjorted, Småland    |       | 57.567155, 16.358297 | 10081702730001 | Ladda upp en bild av detta fornminne |
| Hjorted 273:2           | Stensättning                |              | Hjorted, Småland    |       | 57.567150, 16.358671 | 10081702730002 | Ladda upp en bild av detta fornminne |
| Hjorted 273:3           | Grav markerad av sten/block |              | Hjorted, Småland    |       | 57.567113, 16.358560 | 10081702730003 | Ladda upp en bild av detta fornminne |
| Hjorted 273:4           | Stensättning                |              | Hjorted, Småland    |       | 57.567042, 16.358250 | 10081702730004 | Ladda upp en bild av detta fornminne |
| Hjorted 274:1           | Stensättning                |              | Hjorted, Småland    |       | 57.600095, 16.408582 | 10081702740001 | Ladda upp en bild av detta fornminne |
| Hjorted 275:1           | Röse                        |              | Hjorted, Småland    |       | 57.612344, 16.418868 | 10081702750001 | Ladda upp en bild av detta fornminne |
| Hjorted 276:1           | Stensättning                |              | Hjorted, Småland    |       | 57.611512, 16.424805 | 10081702760001 | Ladda upp en bild av detta fornminne |
| Hjorted 277:1           | Röse                        |              | Hjorted, Småland    |       | 57.618916, 16.408329 | 10081702770001 | Ladda upp en bild av detta fornminne |
| Hjorted 277:2           | Stensättning                |              | Hjorted, Småland    |       | 57.619011, 16.408448 | 10081702770002 | Ladda upp en bild av detta fornminne |
| Hjorted 277:3           | Stensättning                |              | Hjorted, Småland    |       | 57.618898, 16.408646 | 10081702770003 | Ladda upp en bild av detta fornminne |
| Hjorted 278:1           | Stensättning                |              | Hjorted, Småland    |       | 57.613123, 16.378849 | 10081702780001 | Ladda upp en bild av detta fornminne |
| Hjorted 279:1           | Gravfält                    |              | Hjorted, Småland    |       | 57.615088, 16.381608 | 10081702790001 | Ladda upp en bild av detta fornminne |
| Hjorted 281:1           | Stensättning                |              | Hjorted, Småland    |       | 57.645346, 16.375728 | 10081702810001 | Ladda upp en bild av detta fornminne |
| Hjorted 282:1           | Röse                        |              | Hjorted, Småland    |       | 57.648057, 16.375262 | 10081702820001 | Ladda upp en bild av detta fornminne |
| Hjorted 283:1           | Stensättning                |              | Hjorted, Småland    |       | 57.646882, 16.382156 | 10081702830001 | Ladda upp en bild av detta fornminne |
| Hjorted 285:1           | Stensättning                |              | Hjorted, Småland    |       | 57.591965, 16.506657 | 10081702850001 | Ladda upp en bild av detta fornminne |
| Hjorted 285:3           | Gravfält                    |              | Hjorted, Småland    |       | 57.592276, 16.507840 | 10081702850003 | Ladda upp en bild av detta fornminne |
| Hjorted 286:1           | Stensättning                |              | Hjorted, Småland    |       | 57.592302, 16.505456 | 10081702860001 | Ladda upp en bild av detta fornminne |
| Hjorted 286:2           | Stensättning                |              | Hjorted, Småland    |       | 57.592182, 16.505427 | 10081702860002 | Ladda upp en bild av detta fornminne |
| Hjorted 286:3           | Stensättning                |              | Hjorted, Småland    |       | 57.592154, 16.505670 | 10081702860003 | Ladda upp en bild av detta fornminne |
| Hjorted 287:1           | Röse                        |              | Hjorted, Småland    |       | 57.589734, 16.497706 | 10081702870001 | Ladda upp en bild av detta fornminne |
| Hjorted 288:1           | Stensättning                |              | Hjorted, Småland    |       | 57.594928, 16.497978 | 10081702880001 | Ladda upp en bild av detta fornminne |
| Hjorted 288:2           | Stensättning                |              | Hjorted, Småland    |       | 57.594654, 16.498200 | 10081702880002 | Ladda upp en bild av detta fornminne |
| Hjorted 289:1           | Stensättning                |              | Hjorted, Småland    |       | 57.593695, 16.505870 | 10081702890001 | Ladda upp en bild av detta fornminne |
| Hjorted 289:2           | Stensättning                |              | Hjorted, Småland    |       | 57.593929, 16.506159 | 10081702890002 | Ladda upp en bild av detta fornminne |
| Hjorted 290:1           | Stensättning                |              | Hjorted, Småland    |       | 57.595735, 16.497083 | 10081702900001 | Ladda upp en bild av detta fornminne |
| Hjorted 291:1           | Stensättning                |              | Hjorted, Småland    |       | 57.596789, 16.495795 | 10081702910001 | Ladda upp en bild av detta fornminne |
| Hjorted 291:2           | Stensättning                |              | Hjorted, Småland    |       | 57.596827, 16.495987 | 10081702910002 | Ladda upp en bild av detta fornminne |
| Hjorted 291:3           | Stensättning                |              | Hjorted, Småland    |       | 57.596882, 16.495857 | 10081702910003 | Ladda upp en bild av detta fornminne |
| Hjorted 292:1           | Stensättning                |              | Hjorted, Småland    |       | 57.594445, 16.507807 | 10081702920001 | Ladda upp en bild av detta fornminne |
| Hjorted 292:2           | Röse                        |              | Hjorted, Småland    |       | 57.594528, 16.507632 | 10081702920002 | Ladda upp en bild av detta fornminne |
| Hjorted 293:1           | Röse                        |              | Hjorted, Småland    |       | 57.595848, 16.505670 | 10081702930001 | Ladda upp en bild av detta fornminne |
| Hjorted 295:1           | Gravfält                    |              | Hjorted, Småland    |       | 57.595211, 16.506449 | 10081702950001 | Ladda upp en bild av detta fornminne |
| Hjorted 296:2           | Stensättning                |              | Hjorted, Småland    |       | 57.592419, 16.510203 | 10081702960002 | Ladda upp en bild av detta fornminne |
| Hjorted 299:1           | Stensättning                |              | Hjorted, Småland    |       | 57.518642, 16.445060 | 10081702990001 | Ladda upp en bild av detta fornminne |
| Hjorted 310:1           | Stensättning                |              | Hjorted, Småland    |       | 57.643394, 16.278974 | 10081703100001 | Ladda upp en bild av detta fornminne |
| Hjorted 336:1           | Stensättning                |              | Hjorted, Småland    |       | 57.593734, 16.511058 | 10081703360001 | Ladda upp en bild av detta fornminne |
| Hjorted 337:1           | Stensättning                |              | Hjorted, Småland    |       | 57.594297, 16.510313 | 10081703370001 | Ladda upp en bild av detta fornminne |
| Hjorted 337:2           | Stensättning                |              | Hjorted, Småland    |       | 57.594250, 16.510395 | 10081703370002 | Ladda upp en bild av detta fornminne |
| Hjorted 338:1           | Stensättning                |              | Hjorted, Småland    |       | 57.596945, 16.513046 | 10081703380001 | Ladda upp en bild av detta fornminne |
| Hjorted 342:1           | Stensättning                |              | Hjorted, Småland    |       | 57.594041, 16.503315 | 10081703420001 | Ladda upp en bild av detta fornminne |
| Hjorted 345:1           | Fornborg                    |              | Hjorted, Småland    |       | 57.521000, 16.438175 | 10081703450001 | Ladda upp en bild av detta fornminne |
| Hjorted 347:1           | Stensättning                |              | Hjorted, Småland    |       | 57.565593, 16.478149 | 10081703470001 | Ladda upp en bild av detta fornminne |
| Hjorted 350:1           | Stensättning                |              | Hjorted, Småland    |       | 57.542514, 16.451903 | 10081703500001 | Ladda upp en bild av detta fornminne |
| Hjorted 354:1           | Stensättning                |              | Hjorted, Småland    |       | 57.592135, 16.486592 | 10081703540001 | Ladda upp en bild av detta fornminne |
| Hjorted 354:2           | Stensättning                |              | Hjorted, Småland    |       | 57.592069, 16.486591 | 10081703540002 | Ladda upp en bild av detta fornminne |
| Hjorted 355:1           | Stensättning                |              | Hjorted, Småland    |       | 57.594296, 16.489020 | 10081703550001 | Ladda upp en bild av detta fornminne |
| Hjorted 454:1           | Stensättning                |              | Hjorted, Småland    |       | 57.583698, 16.427020 | 10081704540001 | Ladda upp en bild av detta fornminne |
| Hjorted 455:1           | Fornborg                    |              | Hjorted, Småland    |       | 57.559447, 16.447104 | 10081704550001 | Ladda upp en bild av detta fornminne |
| Hjorted 456:1           | Stensättning                |              | Hjorted, Småland    |       | 57.582830, 16.425752 | 10081704560001 | Ladda upp en bild av detta fornminne |
| Hjorted 457:1           | Stensättning                |              | Hjorted, Småland    |       | 57.583198, 16.431628 | 10081704570001 | Ladda upp en bild av detta fornminne |
| Hjorted 460:1           | Stensättning                |              | Hjorted, Småland    |       | 57.605431, 16.457682 | 10081704600001 | Ladda upp en bild av detta fornminne |
| Hjorted 463:1           | Stensättning                |              | Hjorted, Småland    |       | 57.557980, 16.327692 | 10081704630001 | Ladda upp en bild av detta fornminne |
| Hjorted 473:1           | Stensättning                |              | Hjorted, Småland    |       | 57.565284, 16.362126 | 10081704730001 | Ladda upp en bild av detta fornminne |
| Hjorted 479:1           | Minnesmärke                 |              | Hjorted, Småland    |       | 57.619325, 16.344713 | 10081704790001 | Ladda upp en bild av detta fornminne |
| Hjorted 481:1           | Röse                        |              | Hjorted, Småland    |       | 57.537022, 16.325786 | 10081704810001 | Ladda upp en bild av detta fornminne |
| Hjorted 492:1           | Röse                        |              | Hjorted, Småland    |       | 57.585107, 16.555160 | 10081704920001 | Ladda upp en bild av detta fornminne |
| Hjorted 522             | Hällristning                |              | Hjorted, Småland    |       | 57.594319, 16.508068 | 12000000085113 | Ladda upp en bild av detta fornminne |
| Hjorted 523             | Hällristning                |              | Hjorted, Småland    |       | 57.590874, 16.489507 | 12000000085115 | Ladda upp en bild av detta fornminne |
| Hjorted 524             | Hällristning                |              | Hjorted, Småland    |       | 57.591365, 16.488939 | 12000000085117 | Ladda upp en bild av detta fornminne |
| Hjorted 525             | Hällristning                |              | Hjorted, Småland    |       | 57.594881, 16.506670 | 12000000085119 | Ladda upp en bild av detta fornminne |
| Hjorted 526             | Hällristning                |              | Hjorted, Småland    |       | 57.593330, 16.524497 | 12000000085125 | Ladda upp en bild av detta fornminne |
| Hjorted 527             | Hällristning                |              | Hjorted, Småland    |       | 57.593336, 16.490783 | 12000000085127 | Ladda upp en bild av detta fornminne |
| Hjorted 528             | Hällristning                |              | Hjorted, Småland    |       | 57.595964, 16.502062 | 12000000085129 | Ladda upp en bild av detta fornminne |
| Hjorted 529             | Hällristning                |              | Hjorted, Småland    |       | 57.595515, 16.501629 | 12000000085131 | Ladda upp en bild av detta fornminne |
| Hjorted 530             | Hällristning                |              | Hjorted, Småland    |       | 57.595561, 16.502152 | 12000000085133 | Ladda upp en bild av detta fornminne |
| Hjorted 536             | Hällristning                |              | Hjorted, Småland    |       | 57.592798, 16.507767 | 12000000121284 | Ladda upp en bild av detta fornminne |
| Hjorted 537             | Hällristning                |              | Hjorted, Småland    |       | 57.590155, 16.506047 | 12000000121286 | Ladda upp en bild av detta fornminne |
| Hjorted 538             | Hällristning                |              | Hjorted, Småland    |       | 57.589655, 16.491742 | 12000000121288 | Ladda upp en bild av detta fornminne |
| Hjorted 539             | Hällristning                |              | Hjorted, Småland    |       | 57.594162, 16.504498 | 12000000121290 | Ladda upp en bild av detta fornminne |
| Hjorted 540             | Hällristning                |              | Hjorted, Småland    |       | 57.594665, 16.503246 | 12000000121292 | Ladda upp en bild av detta fornminne |
| Hjorted 541             | Hällristning                |              | Hjorted, Småland    |       | 57.592421, 16.512706 | 12000000121294 | Ladda upp en bild av detta fornminne |
| Hjorted 542             | Hällristning                |              | Hjorted, Småland    |       | 57.589425, 16.494719 | 12000000121297 | Ladda upp en bild av detta fornminne |
| Hjorted 543             | Röse                        |              | Hjorted, Småland    |       | 57.593659, 16.534365 | 12000000131533 | Ladda upp en bild av detta fornminne |
| Hjorted 544             | Stensättning                |              | Hjorted, Småland    |       | 57.575153, 16.455681 | 12000000131534 | Ladda upp en bild av detta fornminne |
| Hjorted 545             | Stensättning                |              | Hjorted, Småland    |       | 57.570542, 16.466875 | 12000000131536 | Ladda upp en bild av detta fornminne |
| Hjorted 546             | Stensättning                |              | Hjorted, Småland    |       | 57.593650, 16.534386 | 12000000131537 | Ladda upp en bild av detta fornminne |
| Hjorted 547             | Grav- och boplatsområde     |              | Hjorted, Småland    |       | 57.576386, 16.454644 | 12000000131538 | Ladda upp en bild av detta fornminne |
| Hjorted 549             | Stensättning                |              | Hjorted, Småland    |       | 57.571878, 16.466151 | 12000000131543 | Ladda upp en bild av detta fornminne |
| Hjorted 550             | Stensättning                |              | Hjorted, Småland    |       | 57.571150, 16.466545 | 12000000131544 | Ladda upp en bild av detta fornminne |
| Hjorted 551             | Stensättning                |              | Hjorted, Småland    |       | 57.587017, 16.524499 | 12000000131545 | Ladda upp en bild av detta fornminne |
| Hjorted 553             | Stensättning                |              | Hjorted, Småland    |       | 57.572169, 16.466204 | 12000000131547 | Ladda upp en bild av detta fornminne |
| Hjorted 554             | Stensättning                |              | Hjorted, Småland    |       | 57.573131, 16.468666 | 12000000131551 | Ladda upp en bild av detta fornminne |
| Hjorted 555             | Röse                        |              | Hjorted, Småland    |       | 57.571157, 16.466514 | 12000000131554 | Ladda upp en bild av detta fornminne |
| Hjorted 557             | Stensättning                |              | Hjorted, Småland    |       | 57.575134, 16.455745 | 12000000131557 | Ladda upp en bild av detta fornminne |
| Hjorted 558             | Stensättning                |              | Hjorted, Småland    |       | 57.594390, 16.515033 | 12000000131558 | Ladda upp en bild av detta fornminne |
| Hjorted 559             | Röse                        |              | Hjorted, Småland    |       | 57.576494, 16.453328 | 12000000131559 | Ladda upp en bild av detta fornminne |
| Hjorted 560             | Stensättning                |              | Hjorted, Småland    |       | 57.593657, 16.534400 | 12000000131563 | Ladda upp en bild av detta fornminne |
| Hjorted 561             | Stensättning                |              | Hjorted, Småland    |       | 57.571168, 16.466486 | 12000000131565 | Ladda upp en bild av detta fornminne |
| Hjorted 562             | Röse                        |              | Hjorted, Småland    |       | 57.587002, 16.524418 | 12000000131566 | Ladda upp en bild av detta fornminne |
| Hjorted 563             | Stensättning                |              | Hjorted, Småland    |       | 57.576483, 16.453249 | 12000000131568 | Ladda upp en bild av detta fornminne |
| Hjorted 564             | Röse                        |              | Hjorted, Småland    |       | 57.572140, 16.466062 | 12000000131569 | Ladda upp en bild av detta fornminne |
| Hjorted 566             | Stensättning                |              | Hjorted, Småland    |       | 57.576416, 16.453379 | 12000000131574 | Ladda upp en bild av detta fornminne |
| Hjorted 567             | Stensättning                |              | Hjorted, Småland    |       | 57.576148, 16.460024 | 12000000131577 | Ladda upp en bild av detta fornminne |
| Hjorted 568             | Stensättning                |              | Hjorted, Småland    |       | 57.572160, 16.466177 | 12000000131579 | Ladda upp en bild av detta fornminne |
| Hjorted 570             | Hällristning                |              | Hjorted, Småland    |       | 57.571998, 16.466125 | 12000000134881 | Ladda upp en bild av detta fornminne |
| Hjorted 571             | Hällristning                |              | Hjorted, Småland    |       | 57.576187, 16.454202 | 12000000134883 | Ladda upp en bild av detta fornminne |
| Hjorted 572             | Hällristning                |              | Hjorted, Småland    |       | 57.572522, 16.464306 | 12000000134885 | Ladda upp en bild av detta fornminne |
| Hjorted 573             | Hällristning                |              | Hjorted, Småland    |       | 57.572285, 16.463026 | 12000000134887 | Ladda upp en bild av detta fornminne |
| Hjorted 574             | Hällristning                |              | Hjorted, Småland    |       | 57.575616, 16.454631 | 12000000134889 | Ladda upp en bild av detta fornminne |
| Hjorted 575             | Hällristning                |              | Hjorted, Småland    |       | 57.576658, 16.456981 | 12000000134891 | Ladda upp en bild av detta fornminne |
| Äskhulterör (Tuna 68:1) | Gravfält                    |              | Hjorted, Småland    |       | 57.569582, 16.259401 | 10087300680001 | Ladda upp en bild av detta fornminne |